# 사이크스원숭이

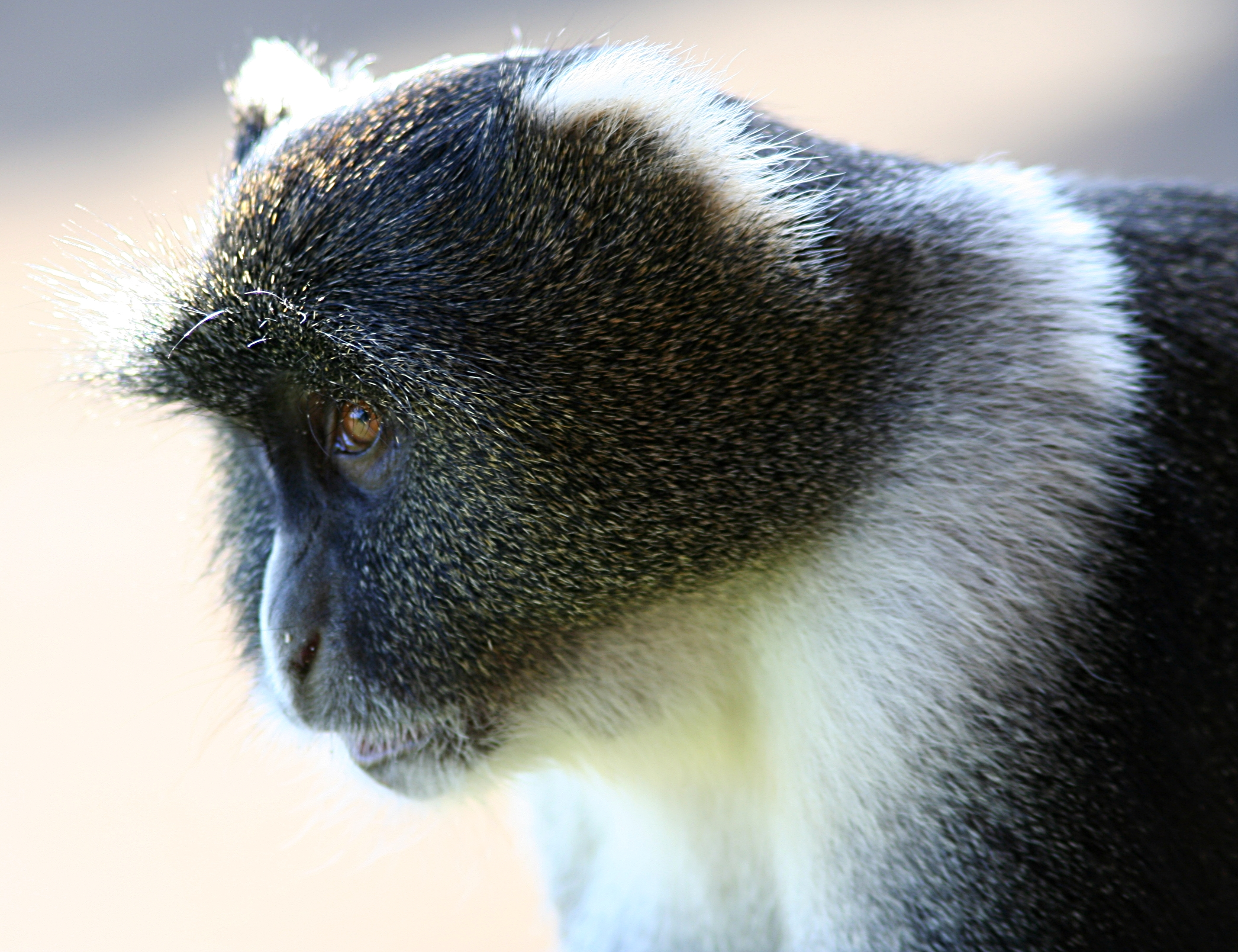
케냐산의 사이크스원숭이

사이크스원숭이(Cercopithecus mitis albogularis)은 구세계원숭이에 속하는 긴꼬리원숭이의 일종이다. 흰목원숭이 또는 사망고원숭이로도 불린다. 푸른원숭이의 아종이다. 콩고민주공화국 남부와 동부를 포함하여, 에티오피아와 남아프리카 공화국 사이에서 발견된다. 목과 상반신에 크고 흰 반점이 있으며, 회색의(거무스르하지 않은) 앞머리카락이 있다.

## 아종
사이크스원숭이는 12종의 아종이 있다.
- Cercopithecus albogularis albogularis
- Cercopithecus albogularis albotorquatus
- Cercopithecus albogularis erythrarchus
- Cercopithecus albogularis francescae
- Cercopithecus albogularis kibonotensis
- Cercopithecus albogularis kolbi
- Cercopithecus albogularis labiatus
- Cercopithecus albogularis moloneyi
- Cercopithecus albogularis monoides
- Cercopithecus albogularis phylax
- Cercopithecus albogularis schwarzi
- Cercopithecus albogularis zammaranoi